# Pseudopodabrus
Pseudopodabrus es un género de escarabajos de la familia Cantharidae. En 1906 Pic describió el género. Contiene las siguientes especies:
- Pseudopodabrus bezdeki
- Pseudopodabrus biimpressus
- Pseudopodabrus brancuccii
- Pseudopodabrus kabakovi
- Pseudopodabrus kubani
- Pseudopodabrus latoimpressus
- Pseudopodabrus malickyi
- Pseudopodabrus prudeki
- Pseudopodabrus semicircularis
- Pseudopodabrus sulcatus
- Pseudopodabrus tuberculatus